# (20103) de Vico
(20103) de Vico est un astéroïde de la ceinture principale découvert par Rodolfo Calanca (it) le 6 mai 1995. Sa désignation provisoire est 1995 JK. Il a été nommé en l'honneur de l'astronome italien, le père Francesco de Vico.